# 大塲亜莉菜
大塲 亜莉菜（おおば ありな、1998年1月13日 - ）は、静岡県出身の女子ソフトボール選手（投手）。NECプラットフォームズレッドファルコンズ所属。

## 経歴
姉の影響で6歳でソフトボールを始めた。
2015年、木更津総合高校3年生の時にインターハイ優勝を経験。
2016年に地元静岡県を本拠地とするNECプラットフォームズレッドファルコンズに入団。
2022年4月10日、JDリーグ第2節の戸田中央メディックス埼玉戦でノーヒットノーランを達成。
2022年のJDリーグ創設以降、NECプラットフォームズレッドファルコンズの主戦投手としてチームを牽引しており、2シーズン連続でチーム内で唯一の規定投球回に到達している。

## 選手としての特徴
特に体格に恵まれているわけでもなく球速が出るタイプでもないため、緩急を駆使して打たせて取るピッチングを身上としている。
ライバル選手として、同学年で同じ左投手の日立サンディーバの田内愛絵里の名前をあげている。

## 人物・エピソード
登場曲はドクター・ドレーの『The Next Episode』。目標としているアスリートはプロボクサーの那須川天心。

## 詳細情報

### 背番号
- 18（2016 - ）